# Pohoří, Rychnov nad Kněžnou
Pohoří là một làng thuộc huyện Rychnov nad Kněžnou, vùng Královéhradecký, Cộng hòa Séc.